# 无锡市公安局
31°30′26″N 120°19′40″E / 31.50711°N 120.32775°E
无锡市公安局是无锡市人民政府主管无锡市全市公共安全工作的无锡市人民政府职能部门，是无锡市区域内人民警察的领导和指挥机关，接受无锡市政府与江苏省公安厅的双重领导。

## 沿革
1949年4月23日，中国人民解放军攻占无锡县，无锡市人民政府正式运作，新政权由此析置无锡市（县级）。军管会公安部和无锡市军事管治委员会展开工作，于同年5月20日建立无锡市公安局，下辖6个公安分局。1949年7月，公安局展开剿匪肃特斗争，处理当时无锡的物价及社会秩序问题。文化大革命期间，1967年2月，无锡市公安局被实行军事管制，组织陷入混乱与瘫痪，之后交由新成立的无锡市公检法军事管制委员会接管。1973年3月，公安局恢复职能。